# Пленительная тень
«Пленительная тень» или «Очаровательная тень» (кит. трад. 倩女幽魂, палл. Цяньнюй юхунь, англ. The Enchanting Shadow) — гонконгский фильм, мистическая мелодрама реж. Ли Ханьсяна, снятая на студии Shaw Brothers с Бетти Ло и Чжао Лэем в главных ролях и выпущенная в прокат 17 августа 1960 года.

## Сюжет
Сюжет фильма основан на новелле «Не Сяоцянь» из книги «Повести о странном из кабинета Ляо» Пу Сунлина.
Нин Цайчэнь, не особо успешный сборщик налогов и книжник, пытающийся добраться до столичных экзаменов, пытается найти, где переночевать в селении на его пути, в итоге решая переночевать в заброшенном храме, несмотря на предупреждения, что там происходят странные случаи. Там же останавливается даосский монах-воин Чи Ся, также предупреждающий его о нескольких обескровленных жертвах, найдённых там.
Ночью Цайчэнь, которому не спится, слышит игру на гучжэне и обнаруживает на задворках красивую девушку по имени Не Сяоцянь, в которую сразу влюбляется и, видимо, обнаруживает взаимность. Развитию отношений, однако, мешают, пожилые родственницы красавицы, и юноша вынужден удалиться. Подобное же происходит и в несколько других ночей, пока однажды Нин Цайчэнь не оказывается в том же месте днем, обнаруживая его полностью заброшенным и понимая, что имел дело с потусторонним существом.
При их следующей встрече Не Сяоцянь подтверждает, что она призрак этого места, обязанная завлекать путников для питания хозяйки про́клятого места, демоницы Лао Лао, контролирующей её неупокоённые останки. Девушка-дух предупреждает Нин Цайчэня, что демоница попытается его убить, а также просит юношу найти и похоронить её кости, чтобы освободить её для следующего перерождения…

## В ролях
| Актёр       | Роль                              |
| ----------- | --------------------------------- |
| Бетти Ло Ти | девушка-призрак Не Сяоцянь        |
| Чжао Лэй    | книжник Нин Цайчэнь               |
| Тан Жоцин   | «бабушка Сяоцянь» / демон Лао Лао |
| Ян Чжицин   | даос Чи Ся                        |
| Мань Сау    | «тётушка»                         |
| Лай Мань    | «тётушка»                         |
| Су Сян      | школяр                            |
| Ли Куань    | слуга школяра                     |
| Хао Лицзень | хозяин портретной лавки           |
| Кам Тиньчхю | сердитый посетитель корчмы        |

## Авторитетная оценка фильма и его влияние на кинематограф
Помимо отечественного проката, фильм был представлен международной аудитории в составе основной конкурсной программы 13-го Каннского кинофестиваля (1960), претендуя тем самым на его главный приз, «Золотую пальмовую ветвь», доставшийся в итоге «Сладкой жизни» Федерико Феллини. Картина стала одним из первых фильмов Гонконга, представленных в Каннах; двумя другими в последующие годы стали «Великая наложница» и «Императрица У Цзэтянь», снятые тем же режиссёром.
Помимо этого фильм, также одним из первых, был выбран Гонконгской ассоциацией киноиндустрии (англ. Motion Picture Industry Association) в качестве кандидата от Гонконга на премию «Оскар» за лучший фильм на иностранном языке, однако не вошёл в шорт-лист номинации.
Впоследствии фильм был оценен некоторыми киноведами как классика своего жанра, задавшая образец экранизации мистических историй Пу Сунлина в 1960-х годах. К более поздним фильмам, на создание которых явно повлияла «Пленительная тень», относятся «Прикосновение дзена» Кинга Ху (1971), «Китайская история о призраках» Цуй Харка (1991), её сиквелы и, вероятно, её вторичный ремейк 2011 года.